# David Baldacci
David Baldacci (5 de agosto de 1960, Richmond, Virginia, Estados Unidos) es un novelista estadounidense, autor de superventas.

## Biografía
David Baldacci nació y creció en Richmond, Virginia. Se graduó de la Henrico High School, y recibió un título en Ciencias Políticas por la Virginia Commonwealth University y otro en Derecho por la Universidad de Virginia. Se dedicó a esto último durante nueve años en la ciudad de Washington D. C..
Baldacci comenzó a escribir relatos cuando era un niño. Durante más de veinte años escribió gran cantidad de historias cortas y guiones, sin obtener reconocimiento. Mientras ejercía la abogacía, comenzó a escribir la que sería su novela más notable: Absolute Power (Poder absoluto). Su redacción le llevó tres años, y finalmente fue publicada en 1996. Se convirtió en un superventas internacional, y  fue llevada al cine un año después con el mismo título. Desde entonces, ha publicado al menos treinta novelas para adultos y cuatro para jóvenes.
Actualmente reside en Vienna, Virginia, con su esposa Michelle y sus dos hijos.

### Series
- Camel Club

1. Camel Club (2005)
2. Los coleccionistas (2006)
3. Frío como el acero (2007)
4. Justicia divina (2008)
5. La esquina del infierno (2010)

- Sean King and Michelle Maxwell

1. Una fracción de segundo (2003)
2. El juego de las horas (2004)
3. Una muerte sospechosa (2007)
4. Secretos familiares (2009)
5. El sexto hombre (2011)
6. En el último minuto (2013)

- Shaw and Katie James

1. Toda la verdad (2008)

- John Puller

1. Día cero (2011)
2. Los Olvidados (2012)
3. La Huida (2014)
4. En tierra de nadie (2016)

- Will Robie

 1.- Los Inocentes (2012)
 2.- Máximo Impacto (2013)
 3.- El Objetivo (2014)
 4.- The Guilty (2015)
 5.- End Game (2017)

- Amos Decker

 1.- Memoria Total (2016)
 2.- La Última Milla (2017)
 3.- The Fix (2017)
 4.- The Fallen (2017)
 5.- Redemption (2019)
 6.- Walk The Wire (2020)
- Atlee Pine

 1.- El Camino del Perdón (2018)
 2.- Un Minuto para Medianoche (2019)
 3.- A Plena Luz del Día (2020)
 4.- Misericordia (2021)

### Títulos independientes
- Poder absoluto: por orden del presidente (1996)
- Control total (1997)
- La ganadora (1998)
- La pura verdad (1999)
- A cualquier precio (2000)
- Buena suerte (2001)
- El último hombre (2001)
- Un verano (2011)